# Mladen Mladenović
Mladen Mladenović (Rijeka, 13 september 1964) is een voormalig Kroatisch voetballer.

## Clubcarrière
Mladenović speelde tussen 1981 en 1998 voor Rijeka, Zadar, Dinamo Zagreb, Castellón, Austria Salzburg, Gamba Osaka en Hajduk Split.

## Interlandcarrière
Mladenović debuteerde in 1990 in het Kroatisch nationaal elftal en speelde 19 interlands, waarin hij 3 keer scoorde. Hij maakte deel uit van de Kroatische selectie die deelnam aan het EK voetbal 1996 in Engeland.

## Erelijst
Austria Salzburg
- Bundesliga

1994/95
1 Ladić ·
2 Jurčević ·
3 Jarni ·
4 Štimac ·
5 Jerkan ·
6 Bilić ·
7 Asanović ·
8 Prosinečki ·
9 Šuker ·
10 Boban  ·
11 Bokšić ·
12 Mrmić ·
13 Stanić ·
14 Soldo ·
15 Pavličić ·
16 Mladenović ·
17 Pamić ·
18 Brajković ·
19 Vlaović ·
20 Šimić ·
21 Cvitanović ·
22 Gabrić ·
Coach: Blažević